# 球卵形蛛
球卵形蛛（学名：Oonopinus pihulus）为卵形蛛科卵形蛛属的动物。在中国大陆，分布于浙江等地，多见于落叶层。